# Ichneumon fuscipes
Ichneumon fuscipes là một loài tò vò trong họ Ichneumonidae.